# Polski Fiat 125p Coupé
Polski Fiat 125p Coupé – prototyp polskiego samochodu sportowego opracowany w warszawskiej Fabryce Samochodów Osobowych w roku 1971.

## Historia i opis pojazdu

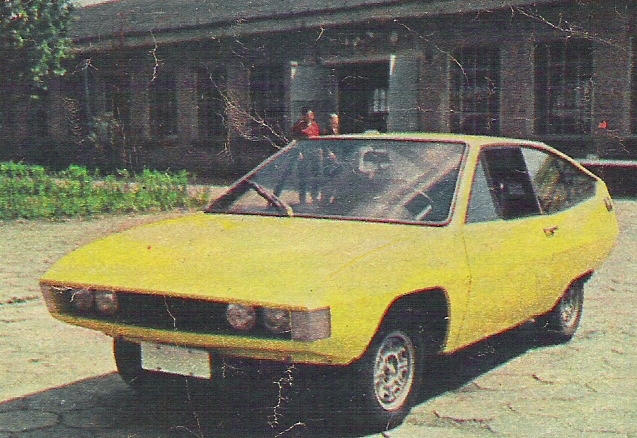
Polski Fiat 125p Coupé

Nadwozie typu coupé zostało opracowane przez Zbigniewa Wattsona. Kabina pasażerska zapewniała miejsce na podróż dla czterech pasażerów, przy czym na tylnej kanapie było ono dość ograniczone. Ponieważ samochód wyposażony był w dwudrzwiowe nadwozie, dostęp do tylnej kanapy możliwy był po odchyleniu foteli kierowcy lub pasażera do przodu. Wnętrze zostało zaprojektowane w sposób zapewniający stosunkowo dobrą widoczność we wszystkich kierunkach. Polski Fiat 125p Coupé charakteryzował się dość pojemnym jak na swoją klasę bagażnikiem. Znaną wadą prototypu były tylne resory piórowe, wystające poza obrys nadwozia.
W stosunku do Polskiego Fiata 125p, na którym przy konstrukcji prototypu się opierano, zmniejszono koło kierownicy, zwiększono szerokość ogumienia oraz zamontowano mocniejszy silnik.
Jedyny powstały egzemplarz 125p Coupé znajduje się w Muzeum Motoryzacji w Warszawie, przy ulicy Filtrowej.

## Dane techniczne
- Silnik rzędowy o czterech cylindrach, 1500 cm³, moc 90 KM przy 6500 obr./min
- Ogumienie – 185/70 SB-13 Dębica, felgi 5J x 13
- Rozstaw kół przednich – 1315 mm
- Rozstaw kół tylnych – 1291 mm
- Prędkość maksymalna – ponad 170 km/h